# Great Ocean Road Open 2021
Great Ocean Road Open 2021 byl tenisový turnaj mužů na profesionálním okruhu ATP Tour hraný v Melbourne Parku na dvorcích s tvrdým povrchem. Probíhal mezi 1. až 7. únorem 2021 v australském Melbourne po přeložení z Adelaide.
Turnaj byl do kalendáře zařazen jako náhrada za zrušenou Australian Open Series kvůli pandemii covidu-19, když nahradil do Melbourne přeložený Adelaide International. Vytvořena tak byla tzv. letní melbournská sezóna v kategorii ATP Tour 250, v jejímž rámci se Great Ocean Road Open odehrává souběžně s Murray River Open jako příprava na následující Australian Open. V melbournském parku se konal také druhý ročník ATP Cupu. 
Do dvouhry nastoupilo padesát šest hráčů a ve čtyřhře startuje dvacet čtyři párů. Celkový rozpočet činí 382 575 dolarů. Nejvýše nasazeným hráčem ve dvouhře se stal čtrnáctý tenista světa David Goffin z Belgie. Jako poslední přímý účastník do hlavní soutěže nastoupil 201. hráč žebříčku, Ukrajinec Serhij Stachovskyj.
Vítězem dvouhry se stal 19letý Ital Jannik Sinner, který získal druhý titul v kariéře. Jedenáctou společnou trofej získalo britsko-brazilské duo Jamie Murray Bruno Soares.

## Rozdělení bodů
| Soutěž  | vítězové | finalisté | semifinalisté | čtvrtfinalisté | 16 v kole | 32 v kole | 64 v kole |
| ------- | -------- | --------- | ------------- | -------------- | --------- | --------- | --------- |
| dvouhra | 250      | 150       | 90            | 45             | 20        | 10        | 0         |
| čtyřhra | 250      | 150       | 90            | 45             | 20        | 0         | —         |

### Finanční odměny
| dvouhra                             | 19 500 $ | 13 255 $ | 10 000 $ | 7 400 $ | 5 500 $ | 4 000 $ | 2 500 $ |
| čtyřhra                             | 7 200 $  | 5 760 $  | 4 560 $  | 3 360 $ | 2 160 $ | 1 200 $ | —       |
| částka ve čtyřhře je uvedena na pár |          |          |          |         |         |         |         |

## Dvouhra mužů

### Nasazení
| Stát                          | Hráč                | ATP | Nasazení |
| ----------------------------- | ------------------- | --- | -------- |
| Belgie                        | David Goffin        | 14. | 1.       |
| Rusko                         | Karen Chačanov      | 20. | 2.       |
| Polsko                        | Hubert Hurkacz      | 29. | 3.       |
| Itálie                        | Jannik Sinner       | 36. | 4.       |
| Gruzie                        | Nikoloz Basilašvili | 39. | 5.       |
| USA                           | Reilly Opelka       | 40. | 6.       |
| Srbsko                        | Miomir Kecmanović   | 42. | 7.       |
| Kazachstán                    | Alexandr Bublik     | 45. | 8.       |
| USA                           | Tennys Sandgren     | 50. | 9.       |
| USA                           | Sam Querrey         | 51. | 10.      |
| Austrálie                     | Jordan Thompson     | 52. | 11.      |
| Srbsko                        | Laslo Djere         | 56. | 12.      |
| Slovinsko                     | Aljaž Bedene        | 58. | 13.      |
| Španělsko                     | Pablo Andújar       | 59. | 14.      |
| Kanada                        | Vasek Pospisil      | 61. | 15.      |
| Španělsko                     | Feliciano López     | 63. | 16.      |
| Žebříček ATP k 25. ledna 2021 |                     |     |          |

### Jiné formy účasti
Následující hráčo obdrželi divokou kartu do hlavní soutěže:
- Max Purcell
- Tristan Schoolkate
- John-Patrick Smith
- Dane Sweeny

Následující hráči využili k účasti v hlavní soutěži žebříčkové ochrany:
- Lu Jan-sun
- Kamil Majchrzak

Následující hráči nastoupili do soutěže jako náhradníci:
- Nam Ji-sung
- Matthew Ebden
- Thomas Fancutt

### Odhlášení
před zahájením turnaje
- Damir Džumhur → nahradil jej  Matthew Ebden
- Kyle Edmund → nahradil jej  Gianluca Mager
- Cristian Garín → nahradil jej  Jasutaka Učijama
- John Isner → nahradil jej  Andreas Seppi
- Ilja Ivaška → nahradil jej  Nam Ji-sung
- Steve Johnson → nahradil jej  Kamil Majchrzak
- Vasek Pospisil → nahradil jej  Thomas Fancutt

## Mužská čtyřhra

### Nasazení
| Stát                                                                                   | Hráč                  | Stát               | Hráč             | ATP  | Nasazení |
| -------------------------------------------------------------------------------------- | --------------------- | ------------------ | ---------------- | ---- | -------- |
| Kolumbie                                                                               | Juan Sebastián Cabal  | Kolumbie           | Robert Farah     | 3.   | 1.       |
| Spojené království                                                                     | Jamie Murray          | Brazílie           | Bruno Soares     | 30.  | 2.       |
| Chorvatsko                                                                             | Ivan Dodig            | Slovensko          | Filip Polášek    | 33.  | 3.       |
| Francie                                                                                | Pierre-Hugues Herbert | Finsko             | Henri Kontinen   | 56.  | 4.       |
| Nový Zéland                                                                            | Marcus Daniell        | Nový Zéland        | Michael Venus    | 58.  | 5.       |
| Salvador                                                                               | Marcelo Arévalo       | Nizozemsko         | Matwé Middelkoop | 97.  | 6.       |
| Spojené království                                                                     | Luke Bambridge        | Spojené království | Dominic Inglot   | 122. | 7.       |
| Kazachstán                                                                             | Alexandr Bublik       | Kazachstán         | Andrej Golubjev  | 178. | 8.       |
| Žebříček ATP k 25. lednu 2021; číslo je součtem žebříčkového postavení obou členů páru |                       |                    |                  |      |          |

### Jiné formy účasti
Následující páry obdržely divokou kartu do hlavní soutěže:
- Robin Haase /  Sam Querrey
- Christopher O'Connell /  Aleksandar Vukic

Následující páry nastoupily do soutěže jako náhradníci:
- Roberto Carballés Baena /  Pablo Cuevas
- Tristan Schoolkate /  Dane Sweeny

### Odhlášení
před zahájením turnaje
- Robin Haase /  Oliver Marach → nahradili je  Scott Puodziunas /  Calum Puttergill
- Steve Johnson /  Sam Querrey → nahradili je  Roberto Carballés Baena /  Pablo Cuevas
- Reilly Opelka /  Vasek Pospisil → nahradili je  Tristan Schoolkate /  Dane Sweeny

v průběhu turnaje
- Miomir Kecmanović /  Karen Chačanov
- Max Purcell /  Jordan Thompson

## Přehled finále

### Mužská dvouhra
- Jannik Sinner vs.  Stefano Travaglia, 	7–6(7–4), 6–4

### Mužská čtyřhra
- Juan Sebastián Cabal /  Robert Farah vs.  Jamie Murray /  Bruno Soares, 6–3, 7–6(9–7)